# Karl Markus Kreis
Karl Markus Kreis (* 1940 in Hanau-Steinheim) ist ein deutscher Politikwissenschaftler.

## Leben
Nach dem Abitur im Jahr 1960 an der Leibnizschule in Offenbach am Main studierte er bis 1965 an der Hochschule für Philosophie der Jesuiten in Pullach/München (lic. phil. 1965) und von 1966 bis 1971 Internationale Politik und Soziologie an der Universität München (Dr. phil. 1971). Danach war er bis 1975 wissenschaftlicher Mitarbeiter in Forschungsinstituten in Bonn und Lehrbeauftragter für Internationale Politik an der Bonner Universität. Von 1975 bis 2006 war er Professor für Politikwissenschaft am Fachbereich Sozialpädagogik der FH Dortmund.

## Publikationen (Auswahl)
- Großbritannien und Vietnam. Die britische Vermittlung auf der Genfer Indochinakonferenz 1954. Hamburg 1973, OCLC 717024348.
- (Hg.): Rothäute, Schwarzröcke und heilige Frauen. Deutsche Berichte aus den Indianer-Missionen in South Dakota, 1886–1900. Bochum 2000, ISBN 3-89733-055-5.
- Reaktionen in der deutschamerikanischen Presse auf die nationalsozialistischen Judenverfolgungen: „Buffalo Volksfreund“ und „Aurora und Christliche Woche“, Buffalo, N.Y. Dortmund 2001, ISBN 3-9807661-0-1.
- Deutsch-Wildwest. Die Erfindung des definitiven Indianers durch Karl May. In: Max Hollein, Pamela Kort (Hg.): I Like America. Fiktionen des Wilden Westens. München 2006, S. 249–273.
- (ed.): Lakotas, Black Robes, and Holy Women. German Reports from the Indian Missions in South Dakota, 1886-1900. Lincoln/NE 2007.
- (Hg.:) Schulen und Kirchen für die Sioux-Indianer. Deutsche Dokumente aus den katholischen Missionen in South Dakota, 1884-1932. Bochum, 2007.
- German Postcard Indians: From the Wild West to Mother Earth. In: Karsten Fitz, ed.: Visual Representations of Native Americans. Heidelberg 2012, pp. 85–100.